# Supervision (album)
Supervision è il terzo album in studio della cantante inglese Elly Jackson, pubblicato a nome La Roux nel 2020.

## Tracce
1. 21st Century – 4:13
2. Do You Feel – 5:00
3. Automatic Driver – 5:05
4. International Woman of Leisure – 4:18
5. Everything I Live For – 5:35
6. Otherside – 5:21
7. He Rides – 4:58
8. Gullible Fool – 7:17

## Formazione
- Elly Jackson – voce, chitarra, organo, piano, sintetizzatore
- Dan Carey – sintetizzatore, programmazioni, basso
- Mari Phillips – piano
- Julian Sartorius – percussioni